# Amiens
Amiens (en francés, pronunciado [aˈmjɛ̃]) es una ciudad del norte de Francia, situada unos 120 kilómetros al norte de París. Es la capital del departamento de Somme y de la antigua región de Picardía, en la actual Alta Francia. Está atravesada por el río Somme. Su monumento más importante es la catedral gótica de Notre Dame, la mayor del país, con una altura de más de 40 metros.

## Geografía
Amiens es una ciudad a orillas del río Somme, de curso generalmente apacible, con excepcionales crecidas de algunas semanas (como en la primavera de 2001). 
Se desarrolló en un punto de estrechamiento natural de las Hortillonnages de Amiens, debido a la presencia de la cuesta de San Pierre. Este montículo se puede apreciar todavía. La ciudadela se construyó encima de él y la calle de San Pierre era un camino ligeramente inclinado que permitía la salida por el norte de la ciudad. Al nivel del estrechamiento, una red de canales angostos permitió la construcción de puentes y edificios en la Edad Media. El Canal del Somme data de principios del siglo XIX y el puente situado al pie de la ciudadela no fue construido hasta después de la Segunda Guerra Mundial (1939-1945), aunque es alrededor de los barrios de Saint Leu, Saint Maurice y de la parte más administrativa y civil del actual centro que la ciudad se ha desarrollado desde la antigüedad.
Amiens es un nudo de comunicaciones entre París (120 km al sur), Lille (100 km al noreste), Normandía y Benelux, y, en general, entre Francia e Inglaterra.

## Demografía
| 40 000 | 41 279 | 39 853 | 41 107 | 47 117 | 46 129 | 49 591 | 52 149 | 56 587 | 58 780 | 61 063 | 63 747 | 66 896 | 74 170 | 80 288 | 83 654 | 88 731 | 90 758 | 90 920 | 93 207 | 92 780 | 91 576 | 90 211 | 93 773 | 84 761 | 92 506 | 105 433 | 117 888 | 131 476 | 131 332 | 131 872 | 135 501 | 136 300 | 134 737 |
| Para los censos de 1962 a 1999 la población legal corresponde a la población sin duplicidades (Fuente: INSEE [Consultar]) |        |        |        |        |        |        |        |        |        |        |        |        |        |        |        |        |        |        |        |        |        |        |        |        |        |         |         |         |         |         |         |         |         |

## Historia

### Edad Antigua
Los orígenes de esta ciudad son galorromanos, siendo el nombre de esta Samarobriva (“puente sobre el Somme”), el asentamiento central de la tribu de los ambianos (latín: ambiani), una de las principales tribus de la Galia. Los romanos llamaron a la ciudad Ambianum, que significa "asentamiento del pueblo ambiani" o Ambianorum (“de los ambianos”). Es citada por primera vez en el 54 a. C. en el libro V de la Guerra de las Galias, porque allí pasó Julio César el invierno de 54-53 a. C. junto a sus tropas en la campaña contra los belgas. Durante ese tiempo Amiens fue el centro del dispositivo romano por la importancia estratégica de esta villa, paso de las rutas del norte de Francia. El emplazamiento de la villa celta no se conoce con exactitud; en cambio el de la ciudad romana es perfectamente conocido, estrictamente geométrica, con calles que se cortan en ángulos rectos y de dimensiones regulares. Se diferencian dos etapas en la construcción: la primera, situada en la parte noroeste, compuesta de veinte insulae de 160 metros de largo por 125 metros de ancho, sobre un área de 40 hectáreas. El anfiteatro estaba situado al oeste de la ciudad, siguiendo una disposición clásica del urbanismo romano. La segunda etapa de construcción data de principios del siglo II, y corresponde a una ampliación: las insulae son más grandes, de 160 por 160 metros, llegando la superficie de la ciudad a 105 hectáreas. Tres importantes monumentos, anfiteatro, terma y foro, fueron descubiertos durante los trabajos de reconstrucción después de la Segunda Guerra Mundial (1939-1945), pero no fueron conservados.
En el año 256, durante la invasión germánica, la ciudad es arrasada, ya que en aquella época no contaba con ninguna defensa. Fue reconstruida parcialmente, convirtiéndose en un pequeño burgo fortificado de 20 hectáreas. Los muros de la fortificación fueron construidos con los materiales recuperados de los monumentos destruidos por los bárbaros, mezclados con esculturas y estelas de cementerios abandonados. La fecha de la construcción es dada por el descubrimiento de dos monedas del emperador Probo acuñadas en 277-278, perdidas por un obrero y encontradas en un bloque de mortero en 1951.
Se conocen tres puertas. Una al sur, la porta clippiana, que es citada en la vida de san Fermín de Amiens, primer obispo de Amiens, que en 287 convirtió a los amienenses al cristianismo y fue decapitado en 303. Otra al este, situada en la antigua iglesia de San Martín (ver Martín de Tours), joven oficial de la guarnición romana que, según la leyenda, compartió su capa con un pobre en el invierno de 338-339. Y una tercera puerta daba acceso al río Somme. 
Según el historiador romano Amiano Marcelino, esta pequeña ciudad queda como una de las villas importantes de la Galia Belga junto a Reims y Châlons. Conserva durante todo el siglo una actividad administrativa, económica y sobre todo militar. Turbada por las guerras civiles, los pillajes y las incursiones bárbaras, los escasos textos hablan de una fábrica de armas, un taller de vestimenta militar y del acuartelamiento de tropas. También de una ceca en época de Magnencio (r. 350-353).
Amiens se convierte así en un obispado permanente. El primer obispo históricamente testificado es Eulogius, que asiste al concilio de Colonia, en el año 364.

### Edad Media y Moderna
Amiens formaba parte de Francia desde el siglo V. Los normandos saquearon la ciudad en 859 y de nuevo en 882. En 1113, la ciudad fue reconocida por el rey Luis VI de Francia, y en 1185 quedó vinculada a la Corona de Francia. 
En 1597, fuerzas españolas tomaron la ciudad durante los seis meses que duró el sitio de Amiens (1597), antes de que Enrique IV recuperara el control.

### Edad Contemporánea

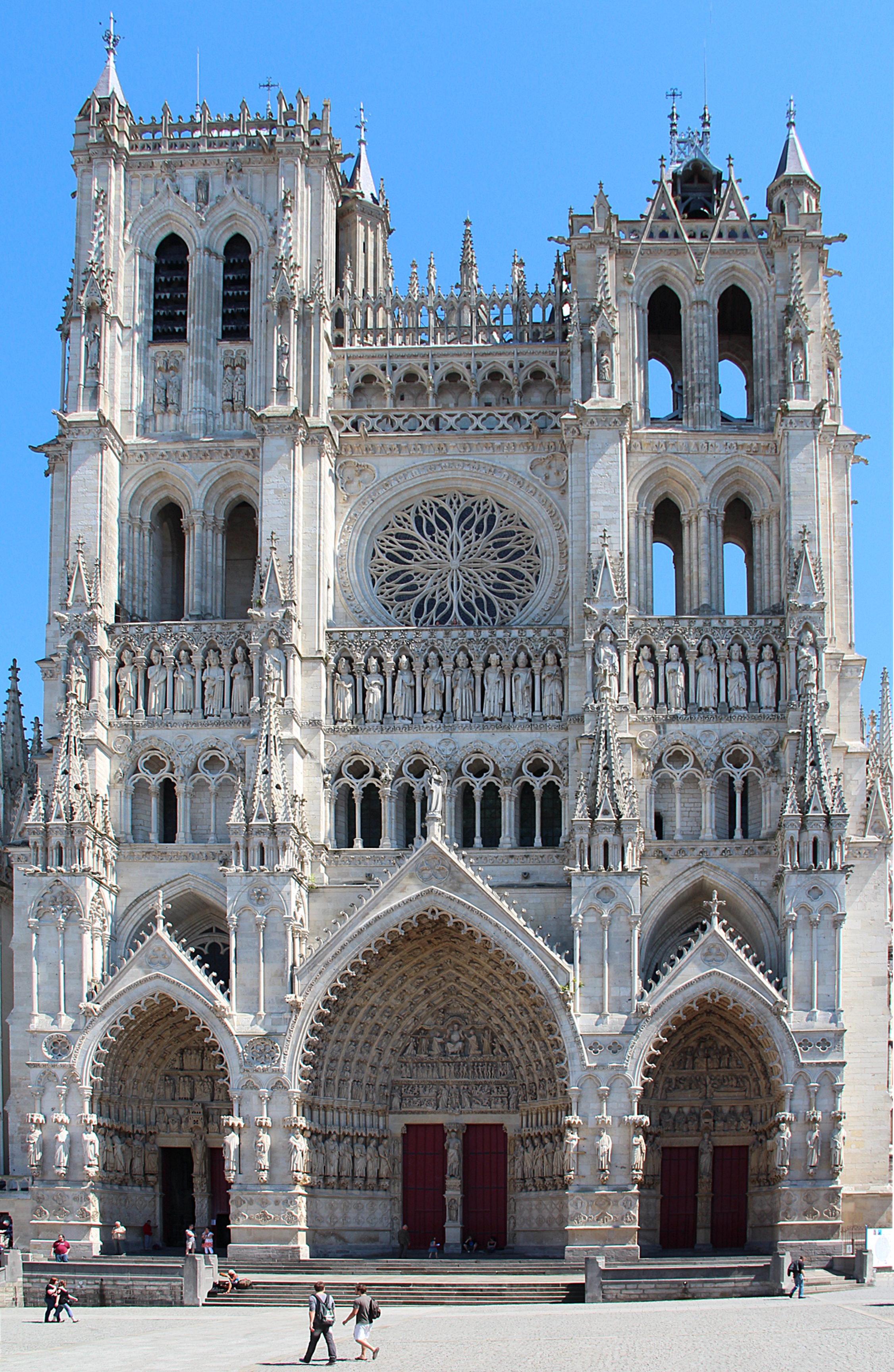
Catedral de Amiens

En esta ciudad se firmó el 25 de marzo de 1802 el tratado de paz conocido como Tratado de Amiens, por el que se puso fin a la guerra entre Gran Bretaña y Francia más sus aliados. El tratado dejó sin solucionar cuestiones muy importantes, por lo que la paz duró tan sólo un año. En dicho tratado se estableció:
1. La retirada francesa y británica de Egipto y su devolución al Imperio otomano.
2. La restitución por parte de Gran Bretaña de todas las conquistas de Francia y sus países aliados, excepto Ceilán, Gibraltar y la isla de Trinidad. La isla de Menorca sería devuelta a España.
3. La evacuación de Nápoles y los Estados Pontificios por parte de Francia.
4. La devolución de la isla de Malta a los Caballeros Hospitalarios.

## Lista de alcaldes
Alcaldes (maires en francés) de Amiens:
- 1945 SFIO (SOCIALISTA)
- 1947 RPF (CONSERVADOR)
- 1953 SFIO (SOCIALISTA)
- 1959 CNI-RI (LIBERAL)
- 1971 PCF (COMUNISTA)
- 1989 UDF (LIBERAL)

## Patrimonio

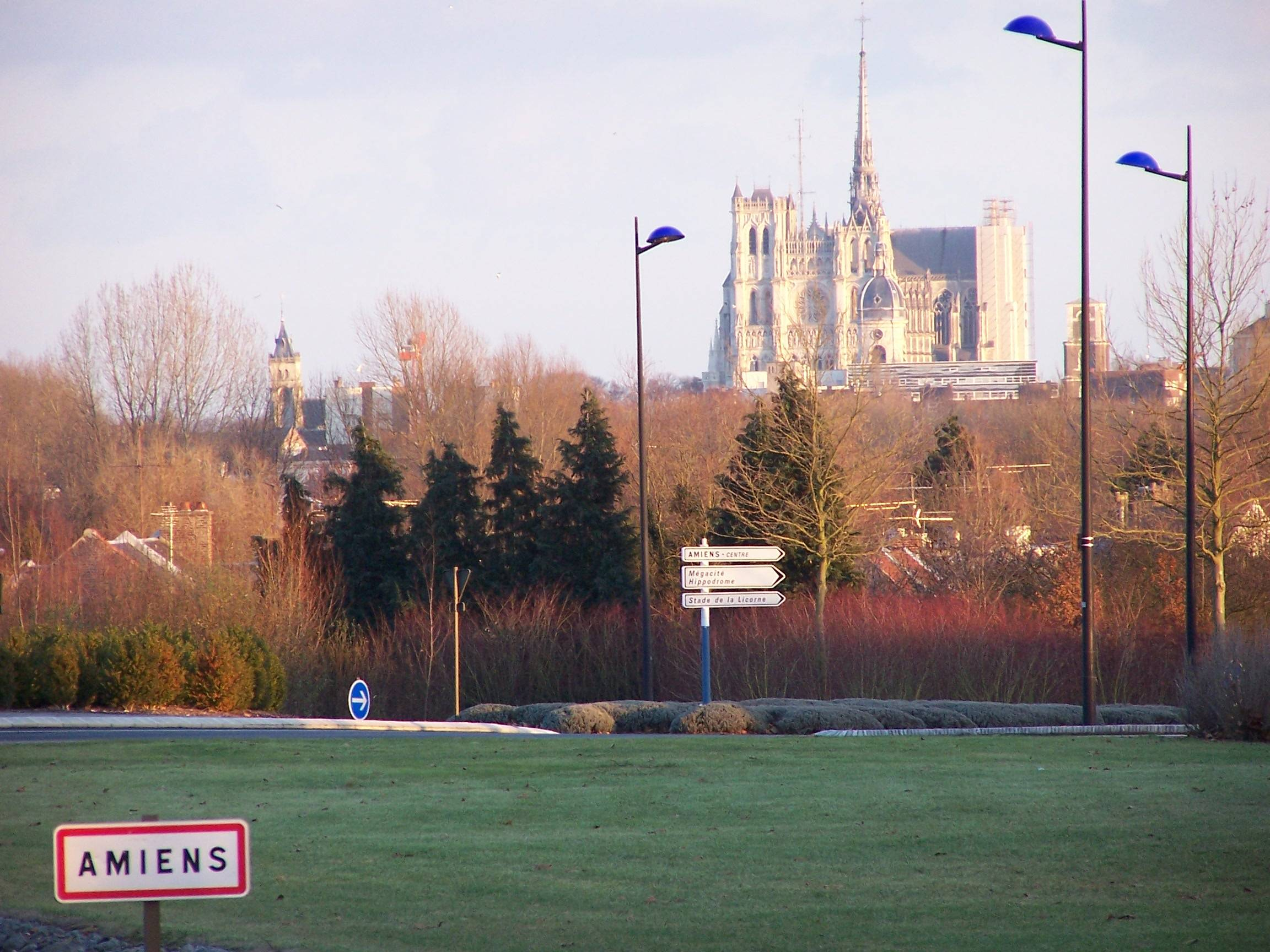
Vista de Amiens desde la rotonda de Grace. Además de la catedral, se observa el beffroi delante de la misma, así como la iglesia de san Germán a la izquierda.

La situación de Amiens hace de ella un destino interesante para un fin de semana o varios días, desde París, Lille o Bruselas. Otros turistas aprovechan para visitar la ciudad al tiempo que la bahía de Somme. 
Amiens se beneficia de la etiqueta de «Villes et Pays d'Art et d'Histoire» desde 1992. En este marco, están organizadas unas visitas guiadas temáticas destinadas a un público adulto, pero también a los niños a través de talleres pedagógicos. Hay un circuito señalizado que permite una visita independiente a la villa: los paneles comentan los lugares y los edificios notables, a través de explicaciones e ilustraciones funcionales. 
Los principales elementos patrimoniales que suscitan un interés turístico son la catedral de Nuestra Señora, el centro de la ciudad, la Casa de Julio Verne, el beffroi, la Torre Perret y el Museo de Picardía, así como los barrios de Saint-Leu y de Saint-Maurice.

## Deportes
El club de fútbol de la ciudad, el Amiens SC, se desempeña en la Ligue 2, el segundo nivel del fútbol nacional. Su estadio es el Stade de la Licorne, cuyo aforo supera los 12 000 espectadores.